# さよならのつづき
『さよならのつづき』は、2024年11月14日よりNetflixで全世界で独占配信されている連続ドラマ。恋人からのプロポーズを受けたその日に彼を交通事故で失った女性が、その心臓を移植提供された大学職員と偶然出会い、その数奇な運命に翻弄されていく姿を描くラブストーリーである。有村架純と坂口健太郎のダブル主演。岡田惠和によるオリジナル脚本。舞台は北海道とハワイだが、アメリカ脚本家組合、俳優組合のストの影響もあり、ハワイのシーンは主にニュージーランドで撮影された。

## キャスト

### 主要人物
- 菅原さえ子 - 有村架純[1]
- 成瀬和正 - 坂口健太郎[1]

### さえ子の関係者
- 中町雄介 - 生田斗真[1]
- 井上健吾 - 奥野瑛太[1]
- 中町百合子 - 斉藤由貴[1]

### 成瀬の関係者
- 成瀬ミキ - 中村ゆり[1]

### 佐藤家
成瀬ミキの実家のリンゴ農家
- 佐藤寛子 - 宮崎美子[1]
- 佐藤義男 - 大河内浩[3]
- 佐藤智也 - 伊藤亜斗武[4]
- 佐藤初美 - 藤井千帆[5]
- 佐藤佑真 - 小山蒼海[6]

### 株式会社茜
さえ子の勤務先のコーヒー会社
- 立石みどり - 伊藤歩[1]
- 篠田 - イッセー尾形[1]
- 高橋響子 - 吹越ともみ[7]
- 佐伯 - 木原勝利[8]
- 佐藤 - 大槻紘照[9]
- 山田 - 吉田諒希[10]
- 同僚 - 小山世莉[11]
- 柏木 - 坂口紅羽[12]

### HIRO TREE
ハワイのコーヒー農場
- ヒロ - 三浦友和[1]
- オリビア - TIANA HENDERSON[13]
- ジョセフ - ALI COWLEY[13]
- ルイス - ESAU MORA[13][14]

### 小樽教育大学
成瀬の勤務先
- 千葉ゆかり - 佐藤菜南[15]
- 伏見秀隆 - 神成悠平[15]
- 学生課職員 - 奥山秀哉[9]
- 警備員 - 武田晋[16]

### その他
- 野瀬（車掌） - 古舘寛治[1]
- 松井（医師） - 三浦誠己
- カルロス（コーヒー生産者） - MANU BERGESE[17]

## スタッフ
- 脚本：岡田惠和[18]
- 監督：黒崎博[18]
- 音楽：アスカ・マツミヤ[18]
- 主題歌：米津玄師「Azalea」（Sony Music Labels Inc.）[18]
- 撮影監督：山田康介[18]
- 美術監督：原田満生[18]
- エグゼクティブ・プロデューサー：岡野真紀子[18]
- プロデューサー：黒沢淳、近見哲平[18]
- ラインプロデューサー：原田耕治[18]
- 制作プロダクション：テレパック[18]
- 原案・企画・製作：Netflix[18]